# UFC 107
UFC 107: Penn vs Sanchez foi um evento de artes marciais mistas promovido pelo Ultimate Fighting Championship, ocorrido em 12 de dezembro de 2009 em Memphis, Tennessee, no FedExForum.

## Resultados
Nota 1 Pelo Cinturão Peso-Leve do UFC.